# Proteuxoa adelopa
Proteuxoa adelopa là một loài bướm đêm thuộc họ Noctuidae. Nó được tìm thấy ở New South Wales và Victoria.